# David Irving
David John Cawdell Irving (nascido em 24 de Março de 1938) é um inglês negador do Holocausto e escritor sobre história militar e política  da II Guerra Mundial, com foco na Alemanha Nazista. Seus livros incluem The destruction of Dresden (1963), Hitler's War (1977), Churchill's War (1987) e Goebbels: Mastermind of the Third Reich (1996). Em suas obras ele argumentou que Hitler não sabia do extermínio de Judeus ou, se soubesse, seria contrário. Embora a visão revisionista de Irving sobre a II Guerra Mundial nunca tenha sido levada a sério pelos historiadores, ele foi reconhecido por seu conhecimento da Alemanha Nazista e pela sua capacidade de descobrir novos documentos históricos.
Irving marginalizou-se em 1988. Com base na sua leitura do pseudocientífico relatório Leuchter, ele começou a abraçar a negação do Holocausto, negando especificamente que os judeus foram assassinados em câmaras de gás no campo de extermínio de Auschwitz.
A reputação de Irving como historiador foi desacreditada quando, ao longo de uma ação de difamação movida por ele contra a historiadora estadunidense Deborah Lipstadt e a editora Penguin Books, foi mostrado que ele deliberadamente deturpou as evidências históricas para promover a negação do Holocausto. O tribunal inglês considerou que Irving foi um ativo negador do Holocausto, antissemita e racista, que "por suas próprias razões ideológicas, persistente e deliberadamente deturpou e manipulou as evidências históricas". Além disso, o tribunal considerou que os livros de Irving distorceram a história sobre o papel de Adolf Hitler no Holocausto para retratar Hitler de forma favorável.